# Bíblia de Gustavo Vasa
A Bíblia de Gustavo Vasa (em sueco:  Gustav Vasas bibel ou popularmente Vasabibeln) é uma tradução sueca da Bíblia, publicada em 1540-41, durante o reinado do rei Gustavo Vasa.
A tradução foi feita em duas etapas:
Em 1526 foi publicado o Novo Testamento, da responsabilidade de Laurentius Andreae e Olaus Petri. Em 1541, foi editada uma bíblia completa, contendo o Velho Testamento e uma versão modificada do Novo Testamento, produzida por uma comissão dirigida pelo arcebispo Laurentius Petri.
A Bíblia segue a versão em alemão por Martinho Lutero em 1526, não só na linguagem, mas também nas fontes utilizadas e na tipografia como um todo. A versão em dinamarquês, publicado poucos anos antes, também fez isso.
O texto estabeleceu uma primeira tentativa de grafia uniforme do idioma sueco, na sua forma moderna - nysvenska: Para diferenciar o sueco do dinamarquês, introduziu as letras å, ä e ö, substituiu kk por ck, e usou o infinitivo terminado em -a em vez de -e.
Esta Bíblia era, com revisões, basicamente a única Bíblia da Língua sueca utilizada antes de 1917. Ela foi reimpressa como um fac-símile, em 1938.
Poucas pessoas hoje, no entanto, são capazes de ler o texto com facilidade. Isso tem a ver, em parte, com a ortografia e, em parte com o tipo.